# John Peters Humphrey
John Peters Humphrey (30 de Abril de 1905 – 14 de Março de 1995) foi um jurista canadense, e defensor dos direitos humanos.
Humphrey foi chamado para o Bar Québec em 1929 e entrou na clínica privada de direito antes de entrar na Faculdade de Direito da U McGill em 1936, tornando-se brevemente o reitor de uma década mais tarde. Em 1946 foi nomeado diretor de direitos humanos para o Secretariado das Nações Unidas, onde, com o apoio de outros que criaram o projecto inicial da Declaração Universal dos Direitos Humanos. Passou como uma resolução da Assembléia Geral, a declaração tem sido referida como a "Carta Magna da humanidade."
Ela anunciava uma mudança revolucionária na teoria e prática do direito internacional, devido ao seu reconhecimento de que os direitos humanos são um assunto de preocupação internacional. Embora os princípios da declaração são sistematicamente violados, é uma das mais importantes conquistas da ONU, para que se tornou parte do direito das nações. John Humphrey aposentado da ONU em 1966. Voltou a McGill University, onde leccionou a tempo inteiro, por mais cinco anos e, depois, a tempo parcial, até que ele se aposentou em 1994. Ele permaneceu ativo nos assuntos internacionais e da defesa dos direitos humanos, e escreveu vários volumes importantes sobre o assunto. Entre os muitos prêmios e honrarias que recebeu, John Humphrey foi nomeado um oficial da Ordem do Canadá em 1974